# Germano D’Abramo
| Odkryte planetoidy: 3 (wspólnie z Andreą Boattinim) | Odkryte planetoidy: 3 (wspólnie z Andreą Boattinim) | Odkryte planetoidy: 3 (wspólnie z Andreą Boattinim) |
| --------------------------------------------------- | --------------------------------------------------- | --------------------------------------------------- |
| (19528) Delloro                                     | 4 kwietnia 1999                                     |                                                     |
| (29869) Chiarabarbara                               | 4 kwietnia 1999                                     |                                                     |
| (59421) 1999 GV3                                    | 5 kwietnia 1999                                     |                                                     |

Germano D'Abramo (ur. 25 maja 1973) – włoski matematyk i fizyk.
Wspólnie z Andreą Boattinim odkrył 3 planetoidy.
Pracuje w Istituto di Astrofisica Spaziale e Fisica Cosmica (IASF), Istituto Nazionale di Astrofisica (INAF) w Rzymie. W 2006 r. zaproponował rekurencyjne rozwiązanie probabilistyczne problemu stopu dla Maszyny Turinga.
Jego nazwiskiem nazwano planetoidę (16154) Dabramo.